# (4566) Chaokuangpiu
(4566) Chaokuangpiu ist ein Asteroid des Hauptgürtels, der am 27. November 1981 am Purple-Mountain-Observatorium in Nanjing entdeckt wurde.
Seinen Namen erhielt der Asteroid zu Ehren von Kuang-Piu Chao, einem Gastprofessor an den Universitäten von Tsinghua und Zhejiang.